# Spanophatnus ruficeps
Spanophatnus ruficeps är en stekelart som beskrevs av Cameron 1905. Spanophatnus ruficeps ingår i släktet Spanophatnus och familjen brokparasitsteklar. Inga underarter finns listade i Catalogue of Life.